# 增田宽也
增田寬也（日语：増田 寛也，1951年12月20日—），日本政治家，曾任岩手縣知事及总务大臣等職。
增田出生于东京都世田谷区，父親增田盛為參議院議員。1977年毕业于東京大學，获法學士學位，进入建设省任公务员。增田于1994年12月5日辞职，并于次年当选岩手县知事，当时他年僅44歲，是日本最年轻的都道府县知事。其后于1999年、2003年两次连任岩手县知事。
2007年8月27日，增田出任安倍内阁的总务大臣，邮政民营化担当大臣。2007年9月26日，增田出任福田康夫内阁 总务大臣，邮政民营化担当大臣。
2019年12月，简保生命保险公司員工因業績壓力，有欺騙保戶等不正當銷售保單行為，經清查達1.2萬餘件問題保單。為此简保生命保险、日本郵便以及母公司日本郵政三家公司的社長（總經理）一同請辭負責。日本郵政的社長由增田接任，2020年1月6日正式上任。
| 前任： 菅义伟 | 日本总务大臣 2007年－2008年 | 繼任： 鸠山邦夫 |

1. ↑  . 聯合新聞網. 2019-12-25  [2019-12-28]. （原始内容存档于2020-12-22）.
2. ↑  . NHK. 2019-12-27  [2019-12-28]. （原始内容存档于2019-12-28） （日语）.